# Gásafelli (Vágar)
GásafelIi è un rilievo alto 572 metri sul mare situato sull'isola di Vágar, nell'arcipelago delle Isole Fær Øer, in Danimarca.